# چئونگنیانگنی-دونگ
چئونگنیانگنی-دونگ (به لاتین: Cheongnyangni-dong) یک منطقهٔ مسکونی در کره جنوبی است که در Dongdaemun District واقع شده‌است.